# 확고한 지원 임무
확고한 지원 임무(Resolute Support Mission, RSM) 또는 확고한 지원 작전(Operation Resolute Support)은 아프가니스탄에서 북대서양 조약 기구가 주도하는 훈련, 고문, 및 지원 임무로 13,000명 이상의 병력으로 구성되어 있다. 2015년 1월 1일부터 임무를 시작했다. 이는 국제안보지원군이 2014년 12월 28일 임무를 마치고 그 후속임무로 시작된 것이다. 현재 확고한 지원 임무의 사령관 미국 육군 장군인 존 W. 니콜슨 주니어 장군으로 존 F. 캠벨 장군의 뒤를 대체해 2016년 3월 2일 부임했다.

## 법적 근거
확고한 지원 임무의 작전 계획은 2014년 6월 말 북대서양 조약 기구 회원국의 외교부 총리에 의해 승인받았으며, 2014년 9월 30일 카불에서 효력 절차가 아프가니스탄 대통령 아슈라프 가니와 북대서양 조약 기구 아프가니스탄 민간대표자인 모리츠 요첨스에 의해 승인되었다. 유엔 안전보상이사회는 아프가니스탄에서 활동하는 새로운 국제 임무를 지원하는 유엔 안보리 결의안 2189호를 통해 이를 만장일치로 채택했다.

## 목표와 파병
RSM의 목표는 아프가니스탄 국가안보군에게 훈련과 자문, 지원을 제공하고, 반테러 작전과 전투 작전 및 입법 기관 설립을 돕는 것이다. 임무 수행 병력의 주요 지원 세력인 미국 육군은 아프가니스탄 정부가 탈레반, 알카에다, ISIL-KP와 내전을 벌이고 있다고 판단하고 있다.
확고한 지원 임무는 NATO 및 동맹 국가에서 약 12,000명의 병력이 파병될 것이라 예상했으며 카불과 바그람 공군 기지에 주요 교통망 및 허브를 갖출 것으로 내다보았다. 이들은 2개의 기둥으로 구성된다. 6개 중 4개의 아프가니스탄 국민군 군단을 지원하는 훈련자문지원사령부, 옛 수도지역사령부를 대체하는 수도훈련자문지원사령부가 2개의 기둥이다. 재배치는 2014년 8월 이루어졌다. 동부훈련자문지원사령부는 잘랄라바드 인근의 FOB 감베리와 FOB 펜티에 위치할 아프가니스탄 제201군단을 지원하며 남부훈련자문지원사령부는 칸다하르 국제공항에 위치한 제205군단을 지원한다. 서부훈련자문지원사령부는 헤라트의 제207군단을, 북부훈련자문지원사령부는 독일 육군의 하랄드 간테의 지휘 하에 마자르이샤리프의 제209군단을 지원한다 지역북부사령부는 2014년 7월 1일, 훈련 자문 지원북부사령부로 재지정되었다. 아프간 남동부에 위치한 지역사령부는 때때로 동부사령부의 지원을 받을 것으로 내다보았다. 남서부의 제215군단 또한 남부지원사령부로부터 최소한의 지원을 받을 것으로 예정되어 있다. 몇몇 지원사령부는 ISAF의 해체 이전에 창립되었고, 2014년 12월 ISAF의 임무를 서면으로 보고받기도 했다.
미국 대통령 버락 오바마는 2016년 7월 6일 백악관 연설에서 조셉 던포드 미국 합동참모총장과 미국 국방장관 애슈턴 카터, 그리고 존 W. 니콜슨 장군의 조언으로 2016년 12월 그의 임기 말까지 미군 8,400명을 아프가니스탄에 남겨놓을 것을 언급했다. 9,800명의 잔여 병력은 2016년 12월 31일 철수했고, 카불, 칸다하르, 바그람, 잘랄라바드의 4개 기지에서 8,400명의 병력이 주둔했다.

## 편성
- 아프가니스탄 연합안보전이사령부(CSCT-A)
- 수도 훈련자문지원사령부(TAAC-Capital)
- 북부 훈련자문지원사령부(TAAC-North)- 제209군단
- 남부 훈련자문지원사령부(TAAC-South) - 제205군단
- 동부 훈련자문지원사령부(TAAC-East) - 제201군단
- 서부 훈련자문지원사령부(TAAC-West) - 제207군단
- 항공 훈련자문지원사령부(TAAC-Air) - 아프가니스탄 공군
- TF 남서
- TF 남동

## 기여국가
2016년 6월, 기여국가 중 6,954명의 미군이 아프가니스탄 보안군의 훈련과 자문을 돕고 있다. 2,850명의 미군은 반테러 임무를 수행 중이며 5,859명의 NATO 병력과 26,000명의 군 계약자들이 일하고 있다.
다음 국가들의 병력 수치 기준은 2017년 5월 기준이다.
| 국가                  | 숫자 병력 |
| --------------------- | --------- |
| 미국                  | 6,941     |
| 이탈리아              | 1,037     |
| 독일                  | 980       |
| 조지아                | 872       |
| 튀르키예              | 659       |
| 루마니아              | 587       |
| 영국                  | 500       |
| 체코                  | 271       |
| 오스트레일리아        | 270       |
| 폴란드                | 198       |
| 아르메니아            | 121       |
| 몽골                  | 120       |
| 네덜란드              | 100       |
| 덴마크                | 97        |
| 크로아티아            | 95        |
| 아제르바이잔          | 94        |
| 불가리아              | 92        |
| 헝가리                | 90        |
| 알바니아              | 83        |
| 벨기에                | 62        |
| 보스니아 헤르체고비나 | 55        |
| 노르웨이              | 42        |
| 마케도니아            | 39        |
| 슬로바키아            | 38        |
| 핀란드                | 29        |
| 스웨덴                | 25        |
| 라트비아              | 22        |
| 리투아니아            | 21        |
| 몬테네그로            | 18        |
| 오스트리아            | 10        |
| 뉴질랜드              | 10        |
| 포르투갈              | 10        |
| 우크라이나            | 10        |
| 스페인                | 8         |
| 슬로베니아            | 7         |
| 에스토니아            | 4         |
| 그리스                | 4         |
| 아이슬란드            | 2         |
| 룩셈부르크            | 1         |
| 전체                  | 13,576    |

## 역대 지휘관
| 1                                                                             |  | 육군 대장 | John F. Campbell (존 F. 캠벨)               | 2015년 1월 1일 | 2016년 3월     |
| 2                                                                             |  | 육군 대장 | John W. Nicholson Jr. (존 W. 니콜슨 주니어) | 2016년 3월     | 2018년 9월 2일 |
| 3                                                                             |  | 육군 대장 | Austin S. Miller (어스틴 S. 밀러)           | 2018년 9월 2일 | 현재           |
| 출처: “About us” (영어). Resolute Support Mission. 2017년 12월 20일에 확인함. |  |           |                                             |                |                |